# Lijst van rivieren in Cuba
De lijst van rivieren in Cuba bevat een overzicht van alle rivieren en zijrivieren in Cuba.

## Noordkust
- Mantua (rivier)
- Quibo (rivier)
- Almendares (rivier)
- Yumurí (rivier)
- Canímar (rivier)
- Río de la Palma
- Sagua la Grande (rivier)
- Sagua la Chica (rivier)
- Río Jatibonico del Norte
- Caonao (rivier)
- Máximo (rivier)
- Saramaguacán (rivier)
- Toa (rivier)

## Zuidkust
- Cuyaguateje (rivier) (Guane)
- Guamá
- San Diego (rivier in Cuba)
- Mayabeque (rivier)
- Hanabana (rivier) (Amarillas)
- Damují (rivier) (Rodas)
- Agabama (rivier) (Manatí)
- Río Jatibonico del Sur
- Jiquí (rivier)
- San Pedro (rivier in Cuba)
- Najasa (rivier) (San Juan de Najasa)
- Tana (rivier in Cuba)
- Jobabo (rivier)
- Río Cauto
  - Salado (rivier in Cuba)
  - Bayamo (rivier)
  - Contramaestre (rivier)
- Buey (rivier)
- Guantánamo (rivier)
- Jaibo (rivier)
- Guaso